# پیکلیسم
پیکلیسم (به آلمانی: Pickließem) یک شهر در آلمان است که در بیتبورگ-پروم واقع شده‌است.